# 도널드 라모타르

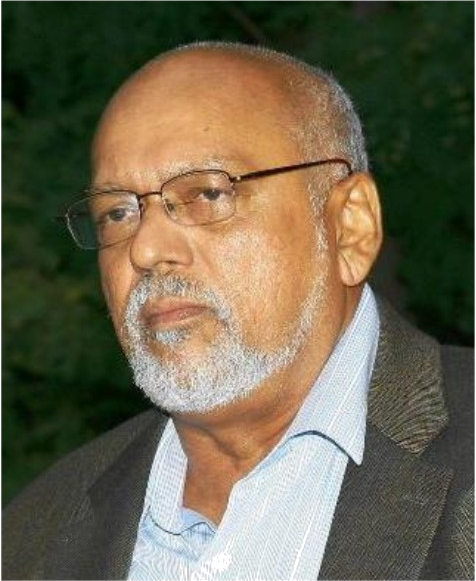
도널드 라모타르

도널드  라빈드라나우트 라모타르(영어: Donald Rabindranauth Ramotar, 1950년 10월 22일~ )는 가이아나의 정치인이다. 그는 2011년 대통령으로 당선되어 2015년까지 재직했다. 1997년부터 가이아나 인민진보당의 총서기를 맡고 있다.

## 개요
1967년 인민진보당(People's Progressive Party, PPP)에 가입해 1979년 당 중앙위원회 위원으로 선임됐으며, 1983년부터는 당 실행위원회에 들어가 활동을 시작했다.
가이아나대학교(University of Guyana)에서 경제학으로 학위를 받았으며, 1988년부터 1993년까지 가이아나농업노동자연합(Guyana Agricultural Workers' Union)에서 국제담당역(International Secretary)으로 일했다.
1992년 선거에서 처음으로 국회의원이 되어 이후 계속해서 재선됐다. 1993년부터는 당 사무국장을 맡았으며, 1997년 3월 인민진보당의 창건자이자 전 총서기인 체디 제이건이 타계한 뒤 만장일치로 총서기로 선출됐다.
2008년 8월 당 중앙위원과 총서기로 재선출됐다. 2011년 4월 인민진보당 중앙위원회에서 만장일치로 대통령 후보로 선출됐다. 그와 동시에 당시 대통령이었던 바라트 자그데오의 정치자문역으로도 지명됐다. 2011년 12월 선거에서 대통령으로 당선되어 취임했으며, 이후 2015년 퇴임하였다.